# Międzynarodowy Kongres Fizyki Matematycznej
Międzynarodowy Kongres Fizyki Matematycznej (ang. International Congress on Mathematical Physics, ICMP) – największa i najważniejsza na świecie konferencja poświęcona fizyce matematycznej, organizowana obecnie co trzy lata pod auspicjami International Association of Mathematical Physics (IAMP). Podczas kongresu wręczane są m.in. nagrody: Nagroda Henriego Poincarégo (od 1997) i IAMP Early Career Award (od 2009).

## Historia
Pierwszy Międzynarodowy Kongres Fizyki Matematycznej odbył się w 1972 roku w Moskwie. Kolejne organizowano nieregularnie (przede wszystkim co dwa lata, ale też w odstępie rocznym lub trzyletnim), a od 1988 odbywają się co trzy lata. Drugi Kongres miał miejsce w 1974 w Warszawie, a ostatni w dniach 1-6 lipca 2024 w Strasburgu.
Na ostatnich trzech kongresach wygłaszano po 16 wykładów plenarnych, a wśród prelegentów byli m.in. Lai-Sang Young, Edward Witten (2018), Viviane Baladi, Hugo Duminil-Copin, Jan-Philip Solovej (2021), Maryna Wiazowska i Maciej Zworski (2024).
Dotychczas laureatami IAMP Early Career Award zostali:
- Mihalis Dafermos (2009)
- Artur Avila (2012)
- Hugo Duminil-Copin (2015)
- Siemion Diatłow (2018)
- Amol Aggarwal (2021)
- Peter Hintz (2024)[3]

## Lista Kongresów[1]
| Rok  | Miasto         | Państwo           |
| ---- | -------------- | ----------------- |
| 2024 | Strasburg      | Francja           |
| 2021 | Genewa         | Szwajcaria        |
| 2018 | Montreal       | Kanada            |
| 2015 | Santiago       | Chile             |
| 2012 | Aalborg        | Dania             |
| 2009 | Praga          | Czechy            |
| 2006 | Rio de Janeiro | Brazylia          |
| 2003 | Lizbona        | Portugalia        |
| 2000 | Londyn         | Wielka Brytania   |
| 1997 | Brisbane       | Australia         |
| 1994 | Paryż          | Francja           |
| 1991 | Lipsk          | Niemcy            |
| 1988 | Swansea        | Wielka Brytania   |
| 1986 | Marsylia       | Francja           |
| 1983 | Boulder        | Stany Zjednoczone |
| 1981 | Berlin         | Niemcy            |
| 1979 | Lozanna        | Szwajcaria        |
| 1977 | Rzym           | Włochy            |
| 1975 | Kioto          | Japonia           |
| 1974 | Warszawa       | Polska            |
| 1972 | Moskwa         | Rosja             |